# Cambira
Cambira ist ein brasilianisches Munizip im Bundesstaat Paraná. Es hat 9.460 Einwohner (2022), die sich Cambirenser nennen. Seine Fläche beträgt 163 km². Es liegt 810 Meter über dem Meeresspiegel.

## Etymologie
Der Name stammt von einer Kletterpflanze mit dunkelroten Blüten, die in der Gegend in großen Mengen vorkommt. Die Siedlung wurde ursprünglich São José do Cambira do Cambira benannt.

## Geschichte

### Besiedlung
Die ersten Eingriffe in das Land, von denen wir wissen, dass sie definitiv in Cambira stattfanden, erfolgten 1942 mit der Aufteilung zur Kolonisierung durch die Companhia de Terras Norte do Paraná (heutige Companhia Melhoramentos Norte do Paraná). Von Apucarana her wurden Wege durch den Urwald angelegt und landwirtschaftliche Parzellen abgegrenzt.
Als die Pioniere Cecilio Nakad, Geraldo Marcato und Júlio Sapatini in der Region ankamen, erwarben sie Land von der Kolonisationsgesellschaft und begannen mit der Anlage des künftigen Dorfes, das den Namen São José do Cambira erhielt.
Angesichts der Fruchtbarkeit des Bodens strömten viele Menschen dorthin, und dank der gewährten Kauferleichterungen ließen sich in kurzer Zeit Hunderte von neuen Eigentümern nieder.

### Erhebung zum Munizip
Cambira wurde durch das Staatsgesetz Nr. 4338 vom 25. Januar 1961 mit diesem Namen (ohne den Zusatz São José) in den Rang eines Munizips erhoben und am 22. Oktober 1961 als Munizip installiert.

## Geografie

### Fläche und Lage
Cambira liegt auf dem Terceiro Planalto Paranaense (der Dritten oder Guarapuava-Hochebene von Paraná) auf 23° 34′ 58″ südlicher Breite und 51° 34′ 40″ westlicher Länge. Es hat eine Fläche von 163 km². Es liegt auf einer Höhe von 810 Metern.

### Geologie und Böden
Die Böden bestehen aus der fruchtbaren Terra-Roxa.

### Vegetation
Das Biom von Cambira ist Mata Atlântica.

### Klima
In Cambira herrscht gemäßigt warmes Klima. Die meiste Zeit im Jahr ist mit erheblichem Niederschlag zu rechnen. Selbst im trockensten Monat fällt eine Menge Regen. Die Klimaklassifikation nach Köppen und Geiger lautet Cfa. Es herrscht im Jahresdurchschnitt eine Temperatur von 20,7 °C. Innerhalb eines Jahres gibt es 1829 mm Niederschlag.

### Gewässer
Der Teil des Gemeindegebiets nördlich der BR-376 wird über den Ribeirão dos Dourados zum Pirapó entwässert. Der südliche Teil liegt im Einzugsgebiet des Ivaí.

### Straßen
Cambira liegt an der Nationalstraße BR-376, der Rodovia do Café. Von ihr zweigt hier die PR-170 nach Süden in Richtung Novo Itacolomi ab.

### Nachbarmunizipien
| Mandaguari     |                                             |           |
| Jandaia do Sul | Kompassrose, die auf Nachbargemeinden zeigt | Apucarana |
| Marumbi        | Novo Itacolomi                              |           |

## Stadtverwaltung
Bürgermeister: Emerson Toledo Pires (2021–2024)
Vizebürgermeister: Fabio José Ferreira (2021–2024)

## Demografie

### Bevölkerungsentwicklung
| Jahr | Einwohner | Stadt | Land |
| ---- | --------- | ----- | ---- |
| 1970 | 20.236    | 11 %  | 89 % |
| 1980 | 12.026    | 24 %  | 76 % |
| 1991 | 9.793     | 39 %  | 61 % |
| 2000 | 6.688     | 63 %  | 37 % |
| 2010 | 7.236     | 76 %  | 24 % |
| 2022 | 9.460     |       |      |

Quelle: IBGE, bis 2010: Volkszählungen und Volkszählung 2022

### Ethnische Zusammensetzung
| Gruppe *    | 1991    | 2000    | 2010    | wer sich als …                                                                   |
| ----------- | ------- | ------- | ------- | -------------------------------------------------------------------------------- |
| Weiße       | 79,2 %  | 76,2 %  | 71,8 %  | weiß bezeichnet                                                                  |
| Schwarze    | 4,2 %   | 3,6 %   | 4,8 %   | schwarz bezeichnet                                                               |
| Gelbe       | 0,0 %   | 0,4 %   | 0,4 %   | von fernöstlicher Herkunft wie japanisch, chinesisch, koreanisch etc. bezeichnet |
| Braune      | 16,5 %  | 19,2 %  | 23,1 %  | braun oder als Mischung aus mehreren Gruppen bezeichnet                          |
| Indigene    | 0,0 %   | 0,0 %   | 0,0 %   | Ureinwohner oder Indio bezeichnet                                                |
| ohne Angabe | 0,0 %   | 0,6 %   | 0,0 %   |                                                                                  |
| Gesamt      | 100,0 % | 100,0 % | 100,0 % |                                                                                  |

*) Anmerkung: Das IBGE verwendet für Volkszählungen ausschließlich diese fünf Gruppen. Es verzichtet bewusst auf Erläuterungen. Die Zugehörigkeit wird vom Einwohner selbst festgelegt.
Quelle: IBGE (Stand: 1991, 2000 und 2010)